# Aranga
Aranga é um município da Espanha na província 
da Corunha, 
comunidade autónoma da Galiza, de área 119,6 km² com 
população de 2219 habitantes (2007) e densidade populacional de 18,55 hab./km².

## Demografia
| Variação demográfica do município entre 1991 e 2004 | Variação demográfica do município entre 1991 e 2004 | Variação demográfica do município entre 1991 e 2004 | Variação demográfica do município entre 1991 e 2004 |
| --------------------------------------------------- | --------------------------------------------------- | --------------------------------------------------- | --------------------------------------------------- |
| 1991                                                | 1996                                                | 2001                                                | 2004                                                |
| 2506                                                | 2466                                                | 2314                                                | 2274                                                |